# Beatrice Roberts
Alice Beatrice Roberts (7 de marzo de 1905 - 24 de julio de 1970) fue una actriz de cine estadounidense.

## Primeros años
Roberts nació en 1905 en la ciudad de Nueva York. Era hija del Sr. y la Sra. Colin M. Roberts, y asistió a la Winthrop High School.
Participó en varios concursos de belleza, incluido el concurso Miss America de 1924 y 1925 en Atlantic City (Nueva Jersey) (como Miss Manhattan, 1924 y Miss Greater New York, 1925). Ganó el premio a la "Chica más bella en vestido de noche" en cada edición.
En 1916, Roberts fue seleccionada como la chica más bella en un concurso anual de Movie Ball en Boston.

## Carrera

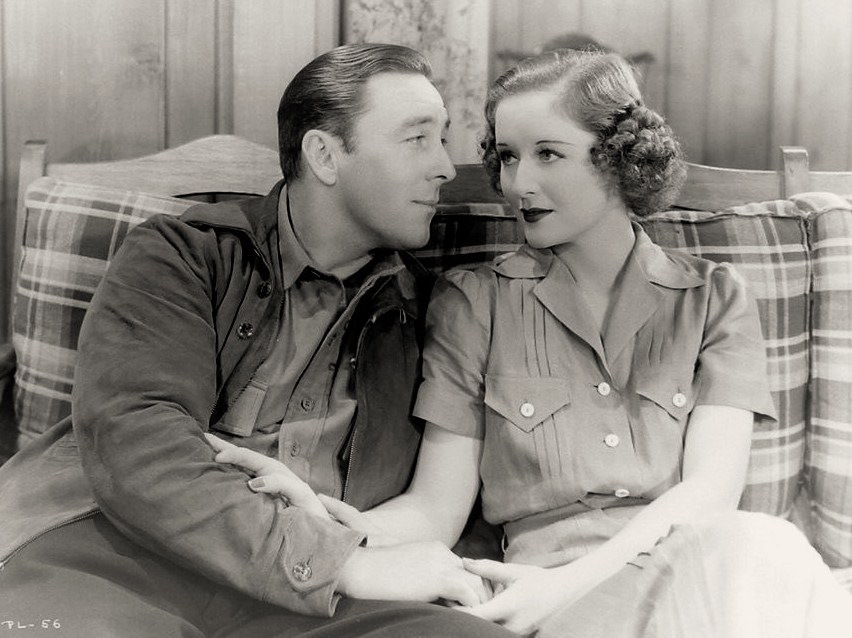
Roberts en una escena de la película Park Avenue Logger (1937)

Roberts comenzó su carrera en Hollywood en 1933 y entre entonces y 1946 apareció en casi 60 películas, incluido el drama de 1937 Love Takes Flight, en el que actuó junto a Bruce Cabot. Muchos de sus trabajos eran pequeños papeles que no estaban acreditados. Su trabajo más notable consistió en interpretar a la reina Azura en el "Viaje a Marte de Flash Gordon", una producción de 1938.
Firmó su último contrato cinematográfico con la Universal, y sus apariciones finales fueron en Criss-Cross y en Family Honeymoon. Su carrera como actriz nunca llegó a ser el éxito que había soñado, y dejó Hollywood en 1949.

## Vida personal
El 31 de octubre de 1919, Beatrice Roberts se casó con Robert Ripley, propietario de "Ripley's Believe It or Not". La pareja se divorció siete años después, en 1926. En la década de 1940, Roberts se casó en segundas nupcias con John Wesley Smith.

## Muerte
Roberts murió en Plymouth (Massachusetts) de neumonía, a los 65 años.

## Filmografía seleccionada
- Fast Life (1932) - Invitada (sin acreditar)
- Melody Cruise (1933) - Pasajera de un barco (sin acreditar)
- Pilgrimage (1933) - Enfermera (sin acreditar)
- My Weakness (1933) - Maniquí. Diario de la mujer (sin acreditar)
- My Woman (1933) - Party Girl (sin acreditar)
- The Worst Woman in Paris? (1933) - Chismosa en el Club Bon Vivant (sin acreditar)
- The Return of Chandu (1934, Serial) - Invitada a la fiesta [Cap. 1] (sin acreditar)
- The Captain Hates the Sea (1934) - Pasajera (sin acreditar)
- Night Life of the Gods (1935) - Una de las 3 Gracias (sin acreditar)
- Naughty Marietta (1935) - Rol menor (sin acreditar)
- Times Square Lady (1935) - Patrona de Casa Nova (sin acreditar)
- West Point of the Air (1935) - Mujer en fiesta en club nocturno (sin acreditar)
- China Seas (1935) - Pasajera del barco (sin acreditar)
- Broadway Melody of 1936 (1935) - Corista (sin acreditar)
- Wife vs. Secretary (1936) - Invitada a la fiesta (sin acreditar)
- We Went to College (1936) - Esposa de un alumno de turismo (sin acreditar)
- San Francisco (1936) - Invitada de Forrestal (sin acreditar)
- Sinner Take All (1936) - Hat Check Girl (sin acreditar)
- Park Avenue Logger (1937) - Peggy O'Shea
- Bill Cracks Down (1937) - Susan Bailey
- Outlaws of the Orient (1937) - Alice
- Love Takes Flight (1937) - Joan Lawson
- Flash Gordon's Trip to Mars (1938, Serie) - Reina Azura
- The Devil's Party (1938) - Helen McCoy
- Pioneers of the West (1940) - Anna Bailey
- Tight Shoes (1941) - Camarera (sin acreditar)
- San Antonio Rose (1941) - Diner (sin acreditar)
- Mob Town (1941) - Papel menor (sin acreditar)
- Never Give a Sucker an Even Break (1941) - Azafata (sin acreditar)
- Bombay Clipper (1942) - Miss Kane - Secretaria (sin acreditar)
- What's Cookin'? (1942) - Miss Lewis (sin acreditar)
- Gang Busters (1942, Serie) - Secretaria de O'Brien (sin acreditar)
- The Mystery of Marie Roget (1942) - Mujer # 2 leyendo el periódico (sin acreditar)
- It Comes Up Love (1943) - Berenice
- Frankenstein y el hombre lobo (1943) - Varja - Camarera (sin acreditar)
- He's My Guy (1943) - Secretaria (sin acreditar)
- El Fantasma de la Opera (1943) - Enfermera (sin acreditar)
- Fired Wife (1943) - Divorciada (no acreditado)
- Adventures of the Flying Cadets (1943, serial) - Secretaria de Hill [Cap. 1] (sin acreditar)
- Top Man (1943) - Trabajadora de planta de guerra (sin acreditar)
- Phantom Lady (1944) - Sirvienta de Monteiro (sin acreditar)
- Her Primitive Man (1944) - Maid (sin acreditar)
- Jungle Woman (1944) - Jurado de la investigación (sin acreditar)
- The Invisible Man's Revenge (1944) - Enfermera (sin acreditar)
- Allergic to Love (1944) - Sra. Walker (sin acreditar)
- Reckless Age (1944) - WAVE (sin acreditar)
- Dead Man's Eyes (1944) - Enfermera (sin acreditar)
- Hi, Beautiful (1944) - Anfitriona (sin acreditar)
- Song of the Sarong (1945) - Operadora de radioteléfono (sin acreditar)
- Strange Confession (1945) - Miss Rogers, Secretaria (sin acreditar)
- This Love of Ours (1945) - Enfermera quirúrgica (sin acreditar)
- Scarlet Street (1945) - Secretaria (sin acreditar)
- Because of Him (1946) - Esposa (sin acreditar)
- The Scarlet Horseman (1946) - Doncella de Halliday (sin acreditar)
- The Mysterious Mr. M (1946) - Dra. Walker (sin acreditar)
- The Killers (1946) - Enfermera (sin acreditar)
- White Tie and Tails (1946) - Marie (sin acreditar)
- The Brute Man (1946) - Enfermera (sin acreditar)
- The Egg and I (1947) - Enfermera (sin acreditar)
- Time Out of Mind (1947) - Sra. Weber (sin acreditar)
- Ride the Pink Horse (1947) - Gerente de tienda (sin acreditar)
- The Senator Was Indiscreet (1947) - Mujer (sin acreditar)
- Mr. Peabody and the Mermaid (1948) - Madre
- For the Love of Mary (1948) - Dorothy
- You Gotta Stay Happy (1948) - Maid (sin acreditar)
- An Act of Murder (1948) - Enfermera Coble (sin acreditar)
- Family Honeymoon (1948) - Belle (sin acreditar)
- Criss-Cross (1949) - Enfermera (sin acreditar) (papel final de la película)